# Gerassim Grigorjewitsch Ismailow
Gerassim Grigorjewitsch Ismailow (russisch Герасим Григорьевич Измайлов; * 1745 in Jakutsk; † nach 1795 in Ochotsk) war ein russischer Steuermann und Forschungsreisender.

## Leben
Ismailow besuchte zusammen mit Dmitri Botscharow eine Steuermann-Schule und arbeitete dann mit ihm auf Kamtschatka. Nach dem Benjowski-Aufstand im Mai 1771 verließen die Aufständischen Kamtschatka und nahmen Ismailow zwangsweise mit. Als er sich von ihnen trennen wollte, peitschen sie ihn aus und setzten ihn mit den Kamtschadalen Alexei und Lukerja Parantschin auf der unbewohnten Insel Simuschir (oder Makanruschi) aus. Im August kamen russische Unternehmer mit dem Kaufmann Nikonow an der Spitze und nahmen die beiden Kamtschadalen mit auf ihre Fahrt zur Jagd auf Meerestiere auf anderen Inseln. Ismailow hatten sie mit etwas Proviant im Austausch für seine warme Kleidung zurückgelassen. Er litt unter der Kälte und aß Muscheln und Pflanzen. Glücklicherweise kam die Unternehmergruppe des Kaufmanns Protodjakonow, mit der er überwintern konnte. Im Juli 1772 brachte ihn die Nikonow-Gruppe mit den Parantschins zurück nach Kamtschatka zurück. Im Ostrog Bolscherezk (dem späteren Ust-Bolscherezk) wurde Ismailow mit den Parantschins wegen des Aufstands verhaftet, verhört und zur weiteren Untersuchung nach Irkutsk geschickt. Erst im Sommer 1774 wurden sie auf allerhöchsten Befehl freigelassen.
In den Jahren 1775–1781 fuhr Ismailow im Auftrag des Unternehmers Grigori Schelichow mit der Galiot St. Paul zu den Aleuten, die er nach und nach kartierte. Im Oktober 1778 traf er James Cook auf der Insel Unalaska. Cook bat ihn, eine seiner Karten der Westküste Nordamerikas an die britische Admiralität zu schicken, und schenkte ihm eine Mercator-Karte seiner besuchten Orte, einen Quadranten und seinen Degen. Ismailow übergab ihm ein Empfehlungsschreiben an die Behörden Kamtschatkas.

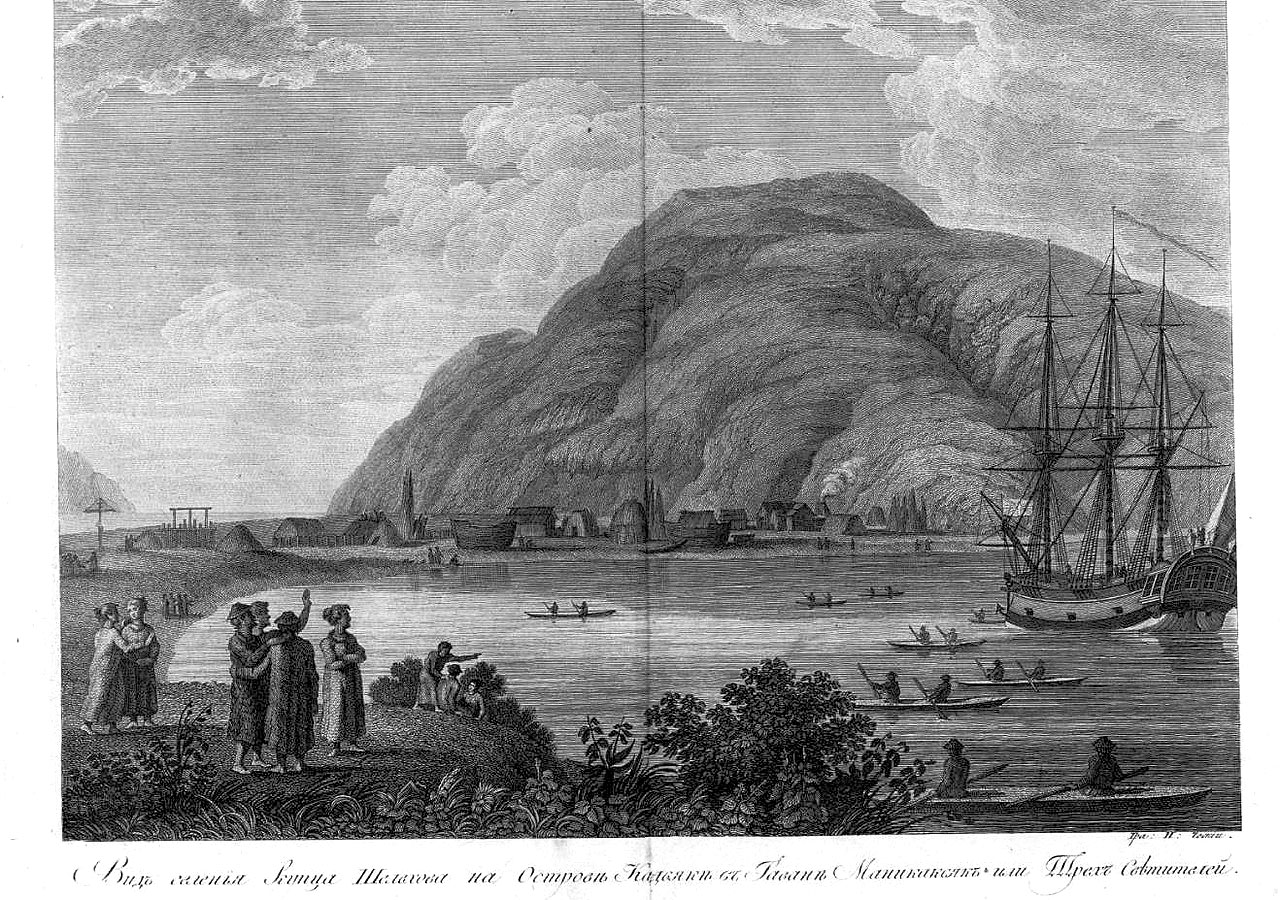
Schelichows Siedlung auf der Kodiak-Insel

1783 fuhr Schelichow auf der Galiot Drei Heilige zusammen mit Ismailow und Botscharow zur Kodiak-Insel, um dort die erste Siedlung Russisch-Amerikas zu gründen. 1789 kartierte Ismailow die Südostküste der Kenai-Halbinsel. 1792 half er Alexander Baranow bei der Abwehr der Tlingit. Nach der Überwinterung auf Unalaska holte er von der Sankt-Paul-Insel die Mannschaft der 1791 dort gesunkenen Johannes der Täufer ab und kehrte 1794 nach Ochotsk zurück.
Ismailow brachte 1794 eine Gruppe russisch-orthodoxer Missionare unter der Führung Joasaf Bolotows auf die Kodiak-Insel.
Ismailows Namen tragen eine Insel in der Cook-Bucht und eine kleine Insel im Prinz-William-Sund.